# Station Brixton
Brixton is een spoorwegstation van National Rail in Lambeth in Engeland. Het station is eigendom van Network Rail en wordt beheerd door Southeastern. 

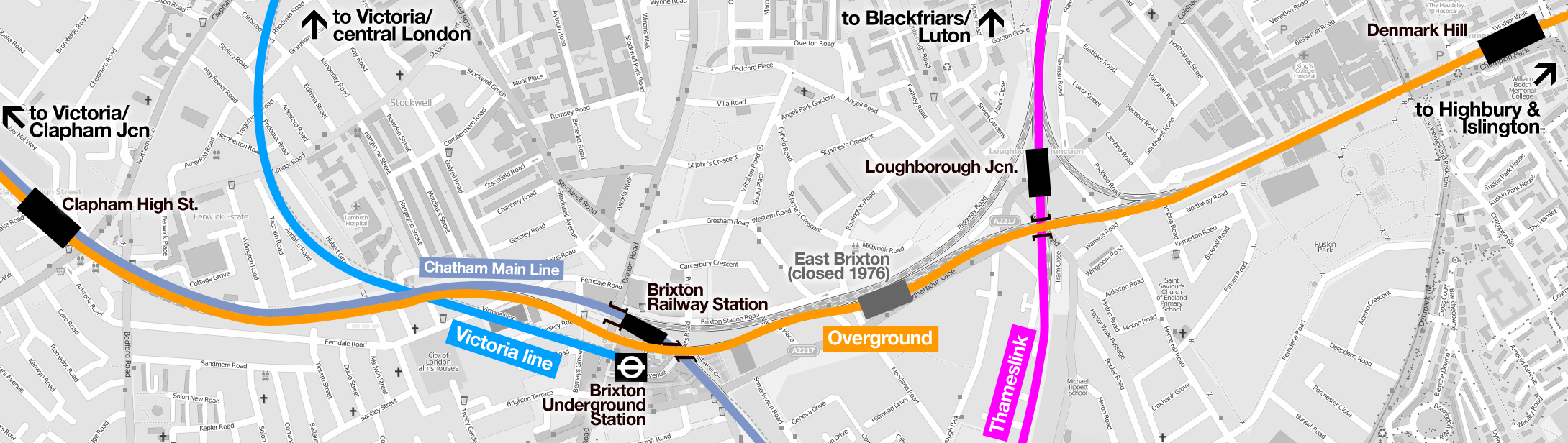
Spoor- en metrolijnen in Brixton